# Myrelaion (mešita Bodrum)
Myrelaion monastýr – mešita Bodrum (tur.Bodrum Camii nebo Mesih Paşa Camii) je dřívější pravoslavný chrám v Konstantinopoli přeměněný v mešitu Osmany. Chrám byl znám pod řeckým názvem Myrelaion (řec. Eκκλησία του Μυρελαίου) – v překladu to znamená "místo myrrhy".

## Lokalita
Monastýr Myrelaion (mešita Bodrum) se kdysi nacházel západně od Theodosiova fóra na hlavní konstantinopolské třídě Mese. Je významným příkladem půdorysu kříže ve čtverci ze středobyzantské doby.
Krásná byzantská stavba je dnes ze tří stran poněkud nevhodně zastavěna moderními obytnými domy. Stojí v Istanbulu, ve čtvrti Fatih, v sousedství čtvrti Laleli, kilometr západně od ruin Velkého konstantinopolského paláce.

## Historie

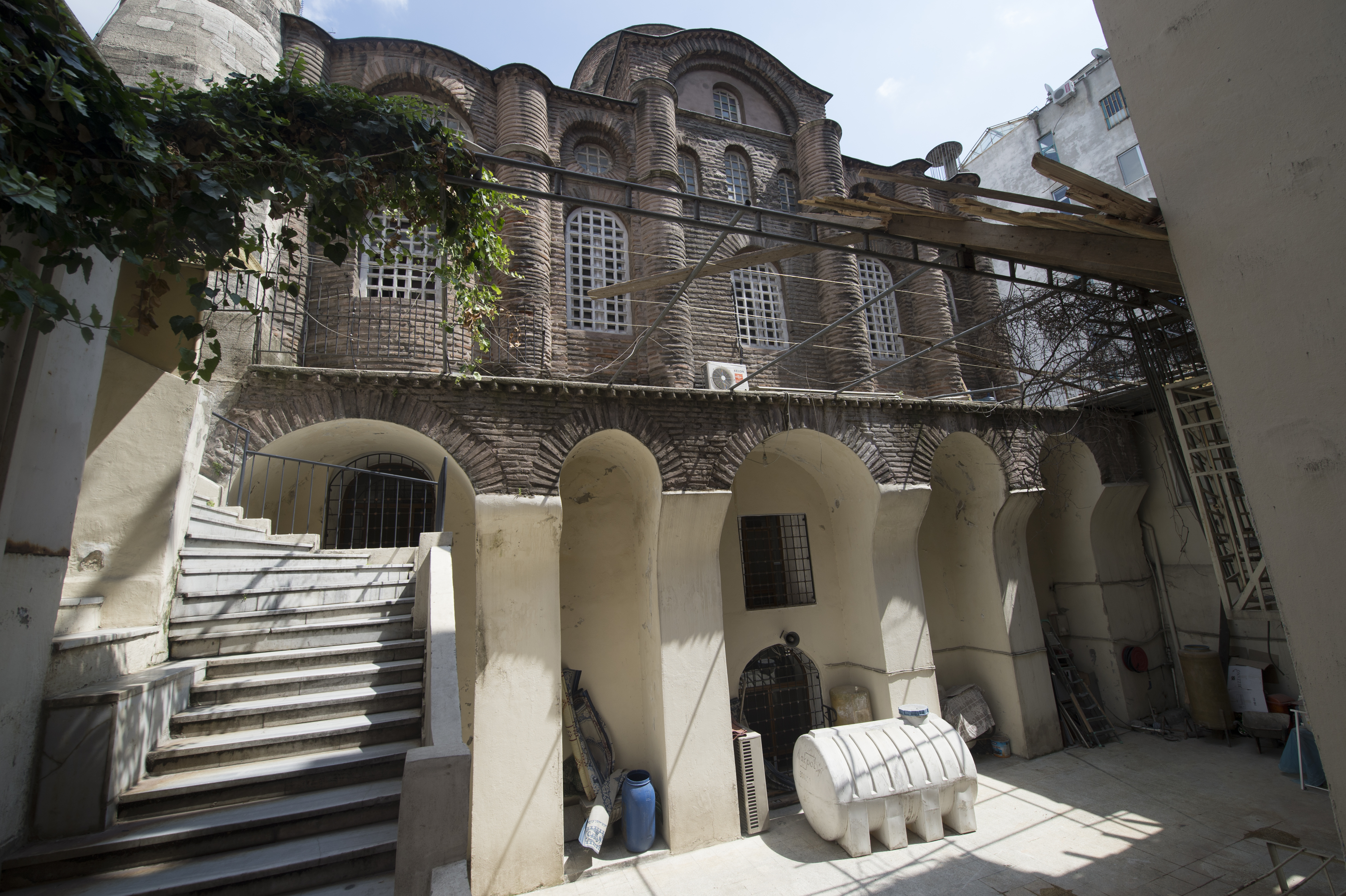
Bodrum mešita – Myrelaion

Chrám Myrelaion byl postaven kolem roku 920 jako palácová kaple při paláci císaře Romana I. Lakapenose. Palác byl postaven na plošině vytvořené obrovskou rotundou z 5. století, která byla s vnějším průměrem 41,8 metru po římském Pantheonu druhým největším ve starověkém světě. V 10. století se rotunda přestala používat a poté byla přeměněna – pravděpodobně samotným Romanem – na cisternu, jejíž vnitřek byl zakryt klenbou nesenou nejméně 70 sloupy. Aby se chrám přizpůsobil výšce paláce, byla pro něj postavena vysoká podezdívka, která vytvořila spodní úroveň půdorysně podobnou té horní.

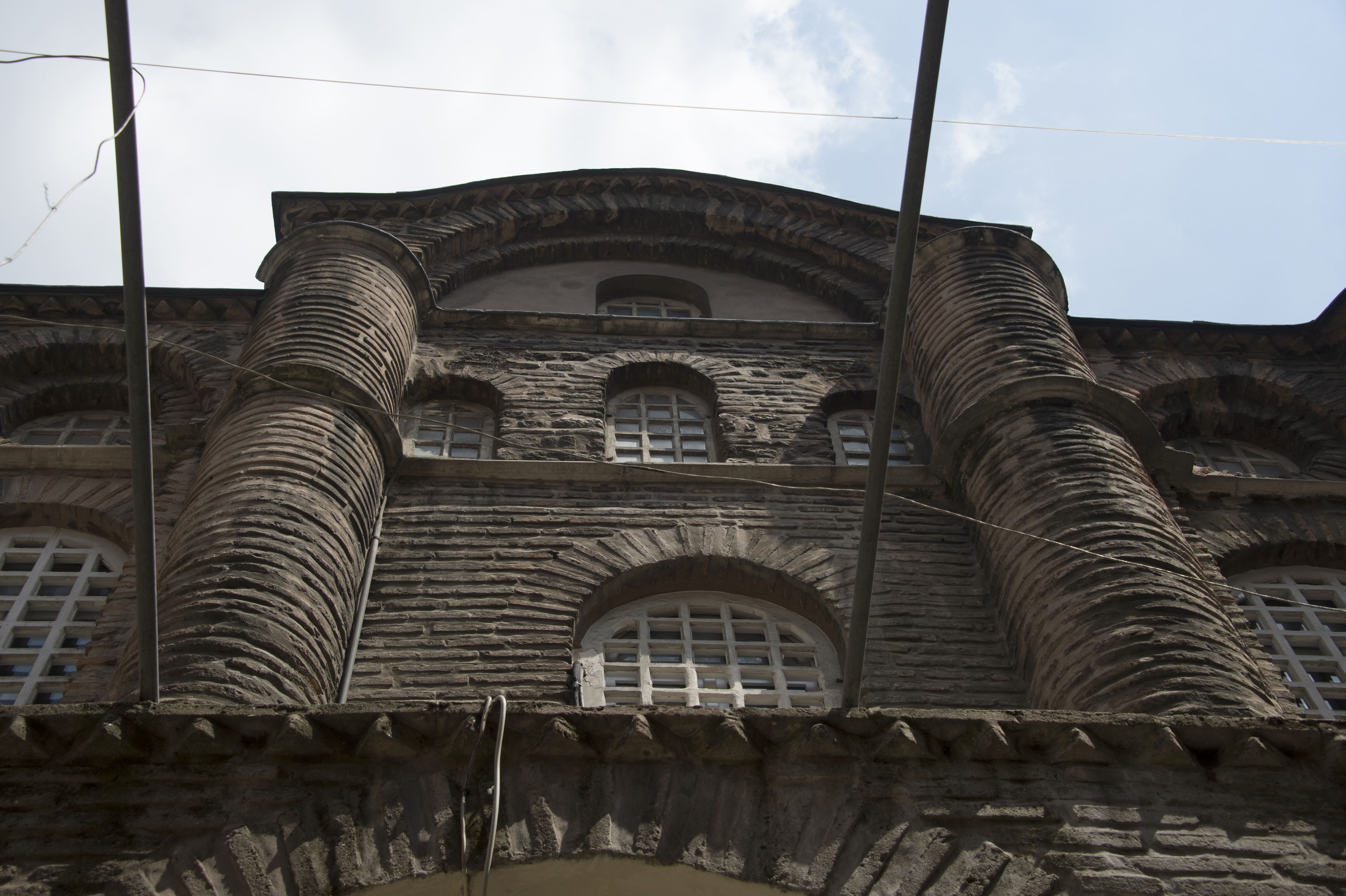
Bodrum mešita – exteriér

Myrelaion je jedinečný, protože byl postaven jako pohřební kaple pro uložení ostatků Romana a členů jeho rodiny. První zde byla pohřbena jeho manželka Theodora v prosinci 922, a po ní jeho nejstarší syn a spolucísař Kryštof, který zemřel v roce 931 a syn Konstantin. Tím Romanos přerušil šest století starou tradici, podle níž byli téměř všichni byzantští císaři od Konstantina I. pohřbíváni v chrámu svatých Apoštolů. Později císař přeměnil svůj palác na monastýr a po svém sesazení a smrti ve vyhnanství jako mnich na ostrově Prote v červnu 948 byl v chrámu pohřben i on.
Chrám je spolu s monastýrem Konstantina Lipse dokladem toho, jak se šířilo mnišství spolu s narůstajícím byzantským politickým a vojenským vlivem. Monastýr obdržel mnoho císařských darů v podobě pozemků v Malé Asii a Řecku a v konventu žilo několik významných členek, včetně Kateřiny Bulharské (dcery bulharského cara Ivana Vladislava) a Marie, manželky a dcery císaře Izáka I. Monastýr byl v roce 1315 zřejmě přeměněn na mužský. V palaiologickém období byla jeho podstavba upravena jako pohřební kaple.

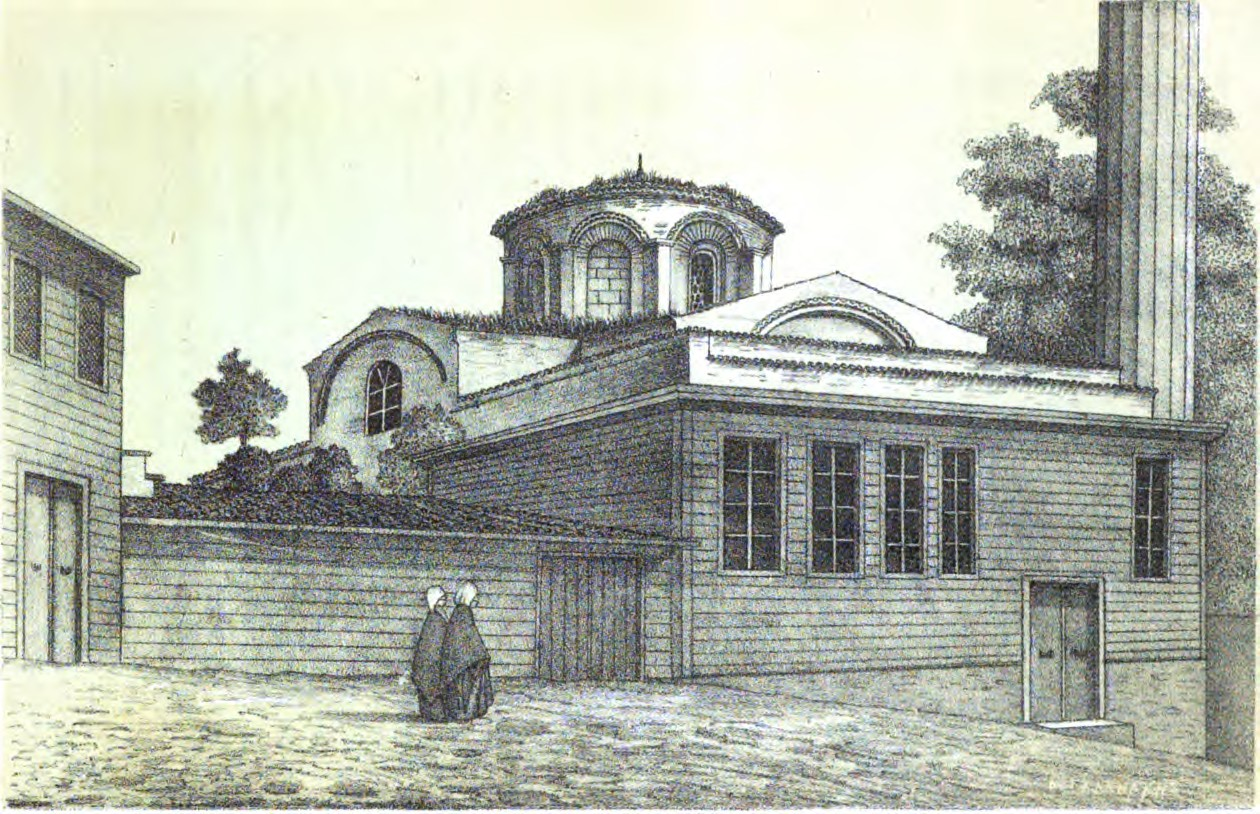
Monastýr Myrelaion, 1877

Svatyně byla zpustošena požárem v roce 1203 během čtvrté křížové výpravy. Za latinské okupace Konstantinopole (1204–1261) byl chrám opuštěn a opraven byl až na konci třináctého století v období palaiologovské restaurace.
Po dobytí Konstantinopole Osmanskou říší roku 1453 byl chrám koncem 15. století přestavěn na mešitu velkovezírem Mesihem pašou, jenž byl členem palaiologovské dynastie a příbuzným Konstantina XI., a jenž konvertoval k islámu a vedl vojska sultána Mehmeda II. proti Konstantinopoli. Mešita dostala svůj název podle podstavce Bodrum Camii ("sklepní mešita") a byla opatřena mihrábem, aby se orientovala na Mekku, a minaretem pro svolávání k modlitbě.

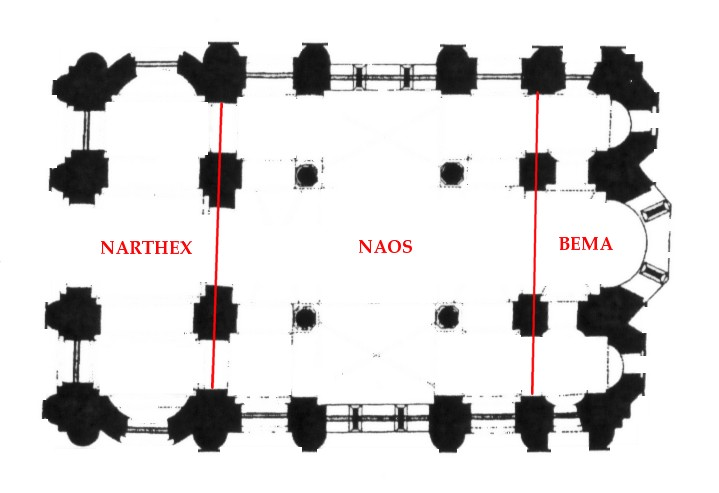
Plán budovy, jeden z prvních příkladů chrámového půdorysu kříže ve čtverci

Stavba byla znovu poškozena požáry v letech 1784 a 1911, kdy byla opuštěna. V roce 1930 byla při vykopávkách vedených Davidem Talbotem Ricem objevena kulatá cisterna. V letech 1964–1965 proběhla radikální rekonstrukce vedená Istanbulskými archeologickými muzei, při níž bylo nahrazeno téměř veškeré vnější zdivo stavby a poté byla rekonstrukce přerušena. V roce 1965 se dva paralelní výkopy vedené historikem umění Cecilem L. Strikerem a R. Naumannem zaměřily na podstavec, respektive na císařský palác. Stavba byla nakonec obnovena v roce 1986, kdy byla znovu otevřena jako mešita. V roce 1990 byla obnovena i cisterna, v níž se několik let nacházelo nákupní centrum. Nyní cisternu využívají k modlitbám ženy.

## Architektura

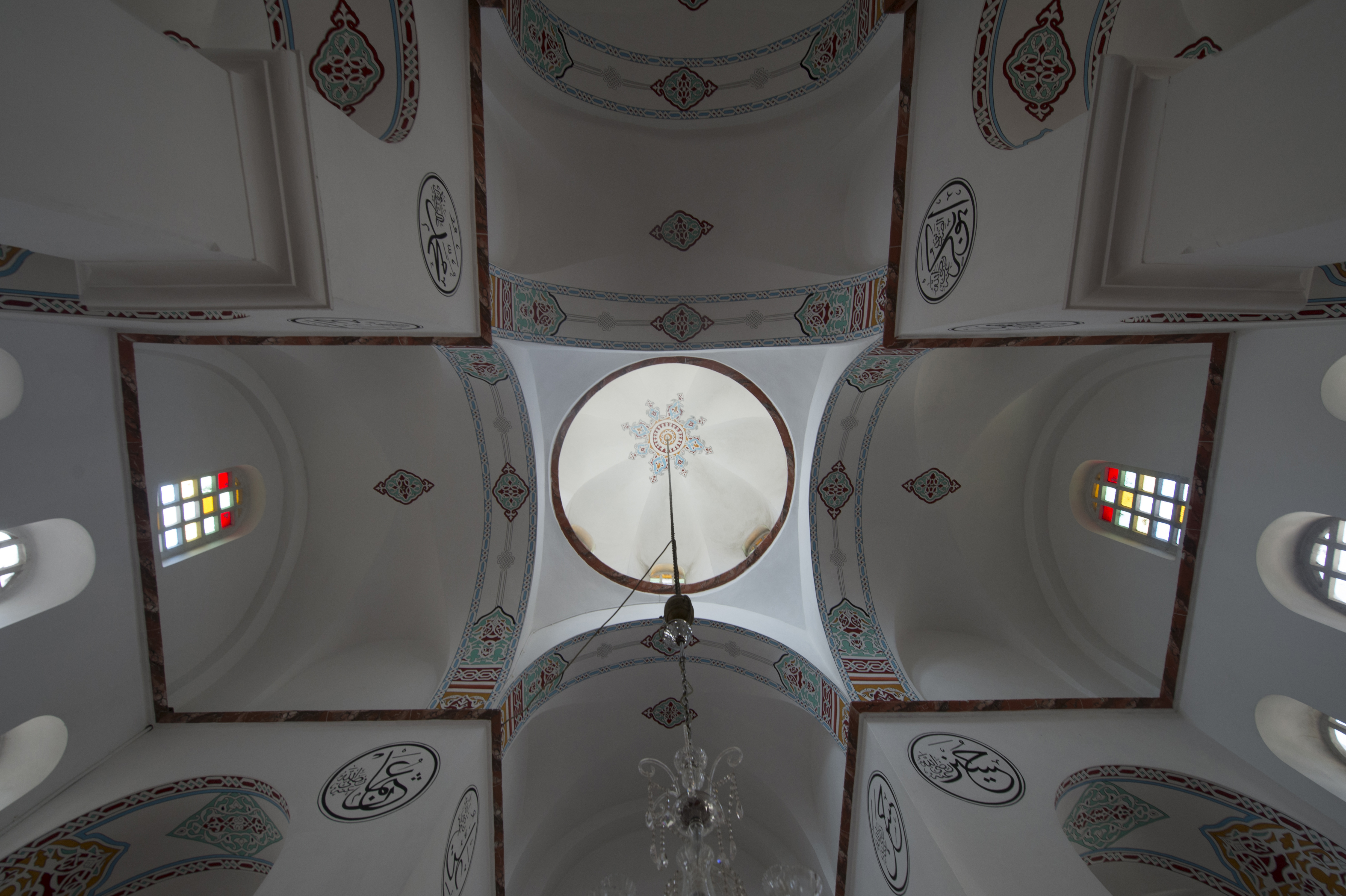
Centrální kupole

Chrám Myrelaion je křížová stavba ve čtverci (asi 10 × 17 m) neboli quincunx s trojbokou bimou a trojlodním narthexem. Byl postaven výhradně z cihel nad nižším podlažím, aby se dostal na stejnou úroveň jako palác Romanos, k němuž byl přímo připojen. Myrelaionský katholikon a severní chrám monastýru Lips (který pochází z dřívější doby) jsou nejstaršími dochovanými příklady složitého kříže ve čtverci krytého kupolí v Konstantinopoli. Tyto dva chrámy jsou považovány za kopii památky zvané Nea Ekklesia, založené Basileiem I. v roce 880 a zničené v 15. století.

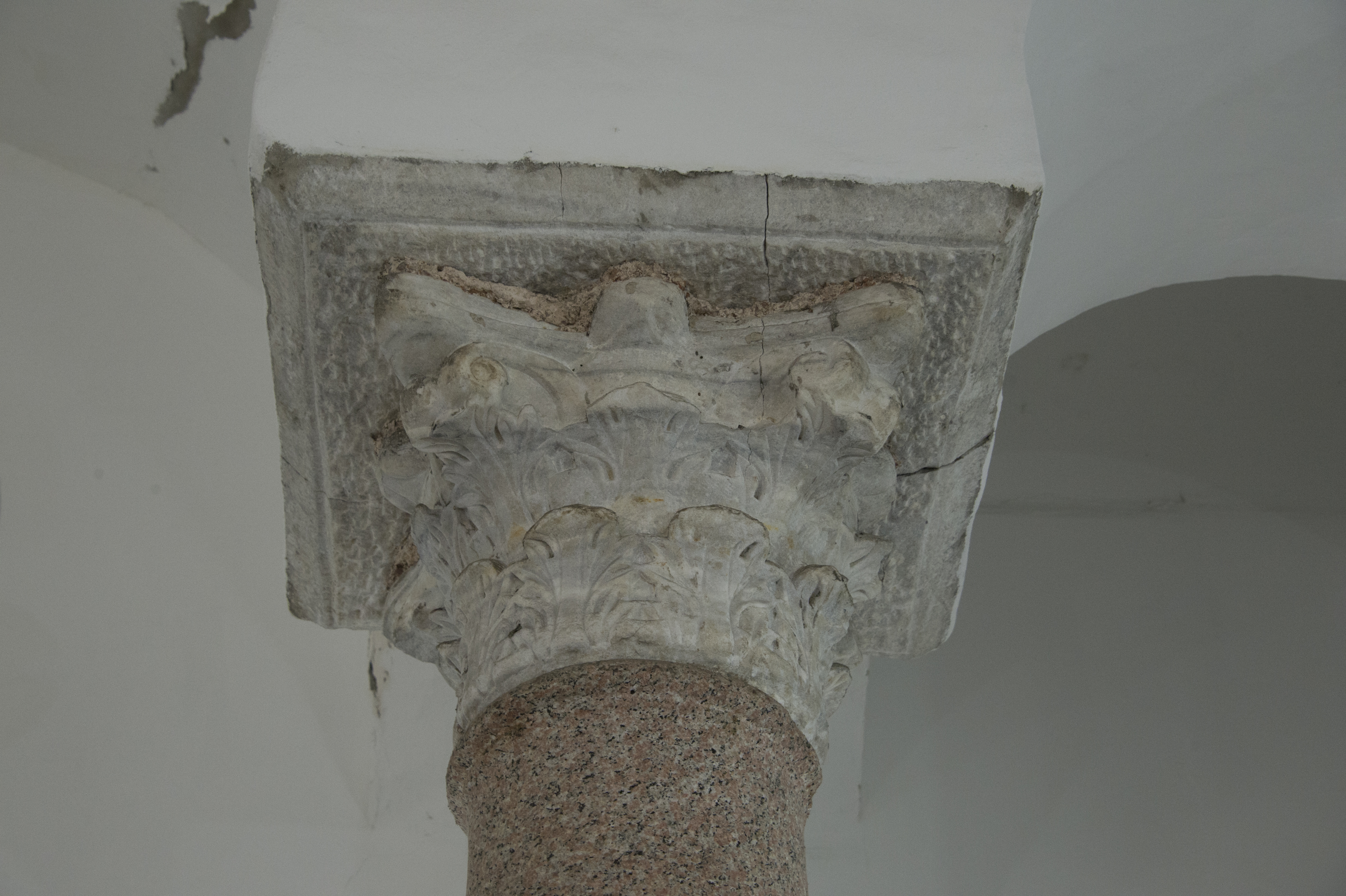
Hlavice sloupu v podzemní části

Centrální loď (naos) je završena rýhovanou dýňovou kupolí s bubnem přerušovaným obloukovými okny, což stavbě dodává zvlněný rytmus. Čtyři boční lodě jsou zaklenuty valenými klenbami. Na západě se nachází narthex a na východě svatyně. Střední pole narthexu je kryto kupolí, dvě boční pole křížovými klenbami. Loď je rozdělena čtyřmi pilíři, které v osmanském období nahradily původní sloupy. Stavbu prosvětluje mnoho oken, oeil de boeuf a oblouků.

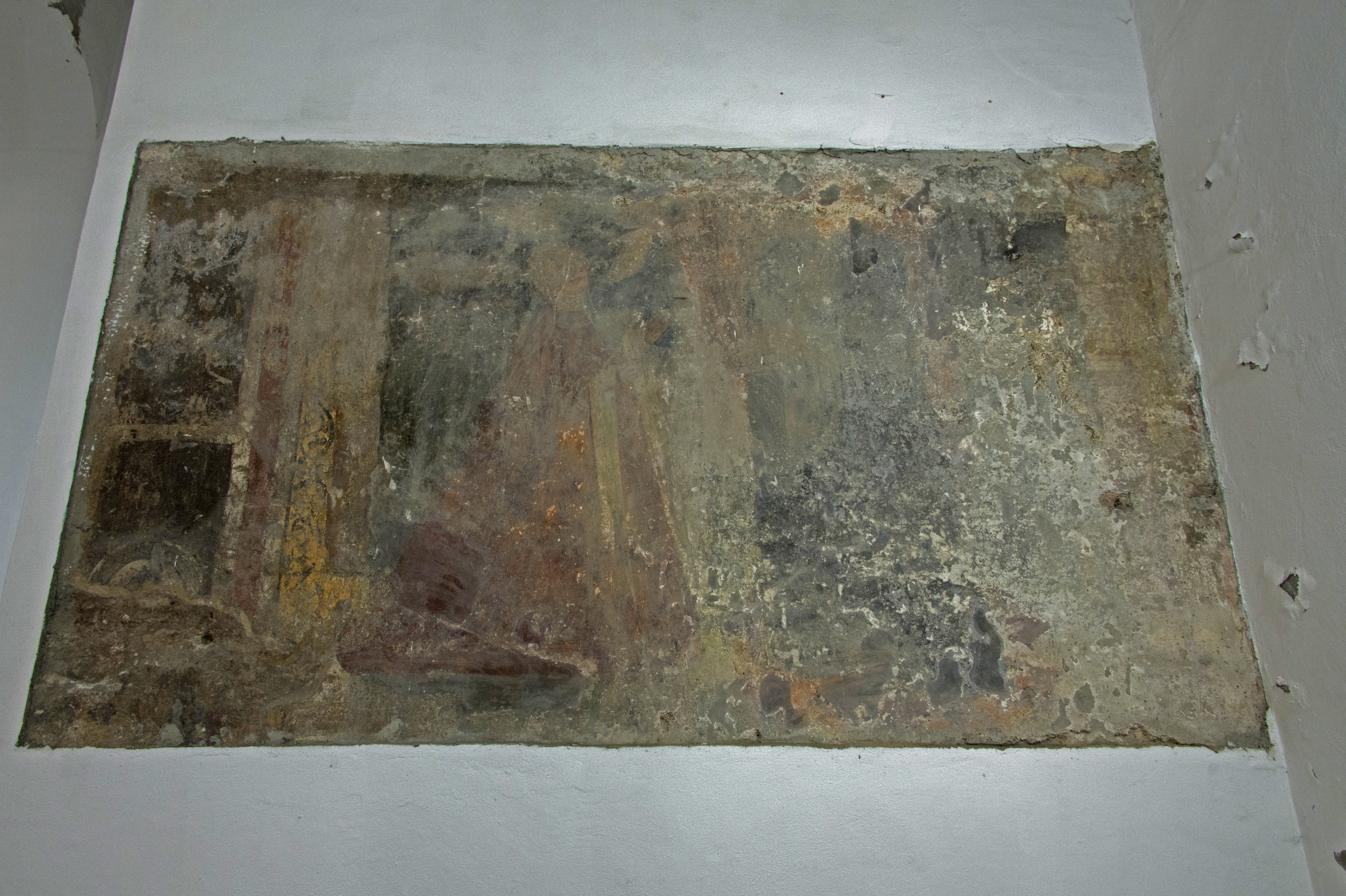
Dochovaná freska v kryptě.

Je těžké si uvědomit eleganci originálu, protože chrám utrpěl požáry i těžkopádnými restauracemi. Jeho původní sloupy byly nahrazeny kamennými pilíři. Mramory a mozaiky zmizely, i když některé fragmenty byly nalezeny při vykopávkách. V podstavbě je k vidění fragment fresky, spodní část desky zobrazuje klečící dárkyni císařovnu Theodoru se vztaženýma rukama, modlíc se před stojící postavou Matky Boží Odigitria.
Zvenčí se budova vyznačuje půlválcovými opěrkami, které člení její fasádu. Původně existoval i exonarthex, ale v osmanském období byl nahrazen dřevěným portikem. Budova má tři polygonální apsidy. Střední patří svatyni (bema), zatímco boční jsou součástí dvou trojlístkových bočních kaplí (pastoforium), prothesis a diakonikon.

## Podstavba
Podstavba působí v kontrastu s budovou stroze a drsně. Její původní účel spočíval pouze ve vyrovnání úrovně chrámu s Lepakenovým palácem. Po obnově v palaiologickém období byla využívána jako pohřební kaple.

## Galerie

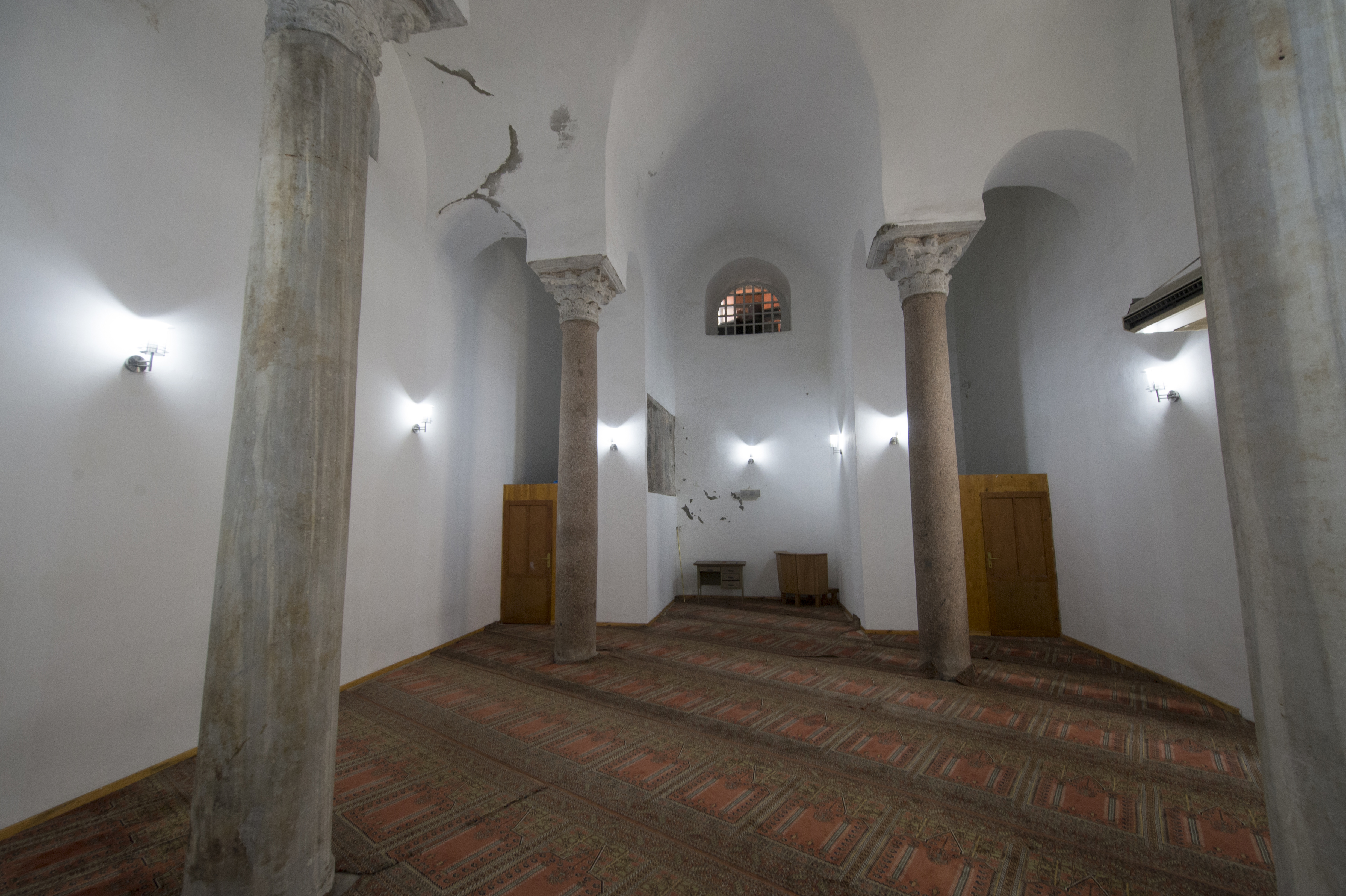
Podstavba – krypta
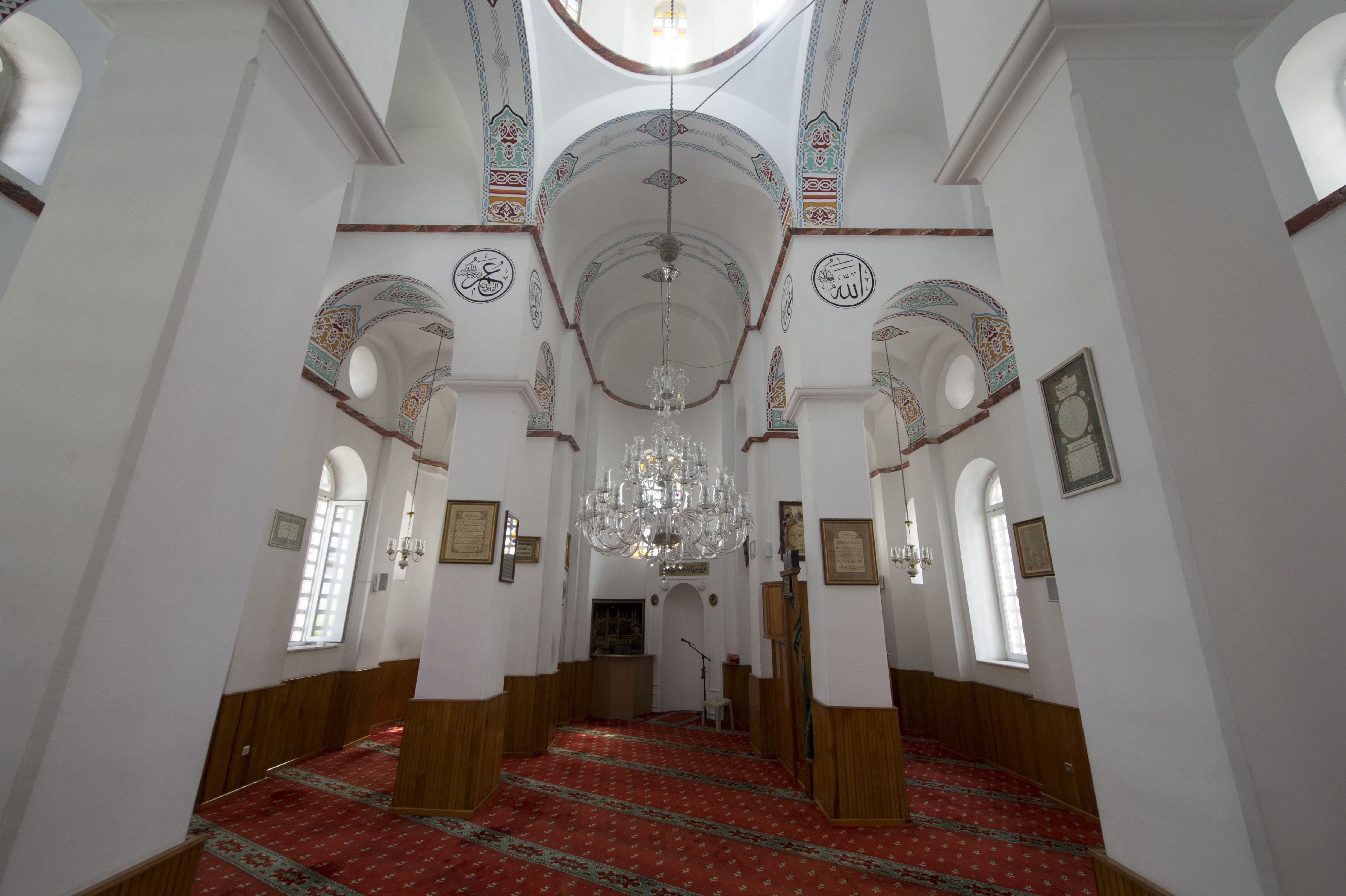
Naos
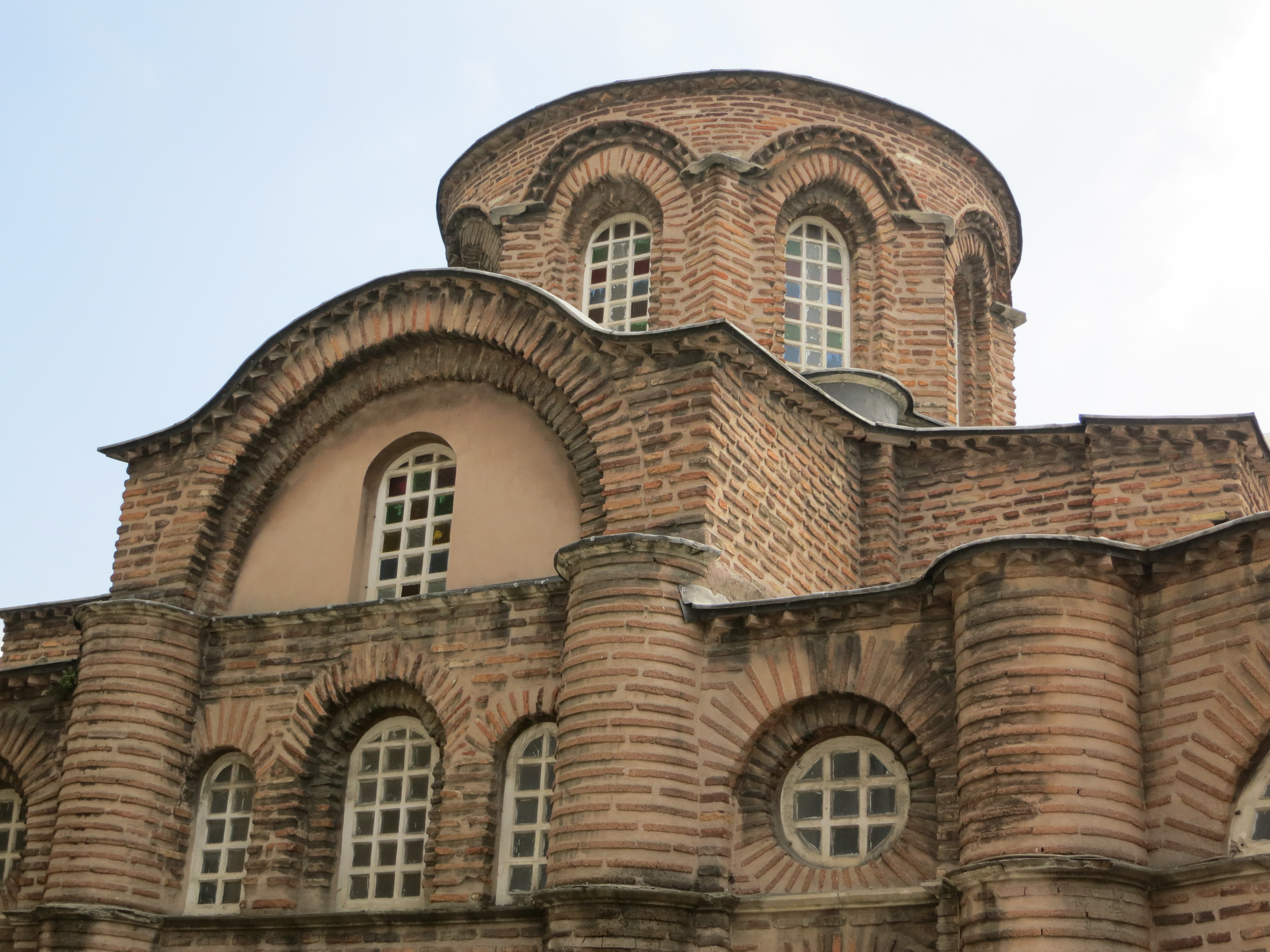
Pohled zvenku
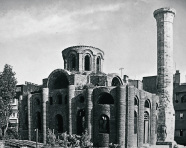
Dobový pohled.

### Podobné články
- Hagia Sofia
- Monastýr Krista Pantokratora
- Theotokos Pammakaristos
- Chrám svatých Apoštolů
- Chrám Bohorodice Farosské
- Chrám svatého Spasitele v Chóře
- Chrám Matky Boží Vlachernské
- Chrám svatého Polyeukta
- Chrám Matky Boží Životodárného pramene
- Lips monastýr (mešita Fenari Isa)